# Berotha bannana
Berotha bannana är en insektsart som först beskrevs av C.-k. Yang 1986.  Berotha bannana ingår i släktet Berotha och familjen Berothidae. Inga underarter finns listade i Catalogue of Life.